# Jean Ponnelle

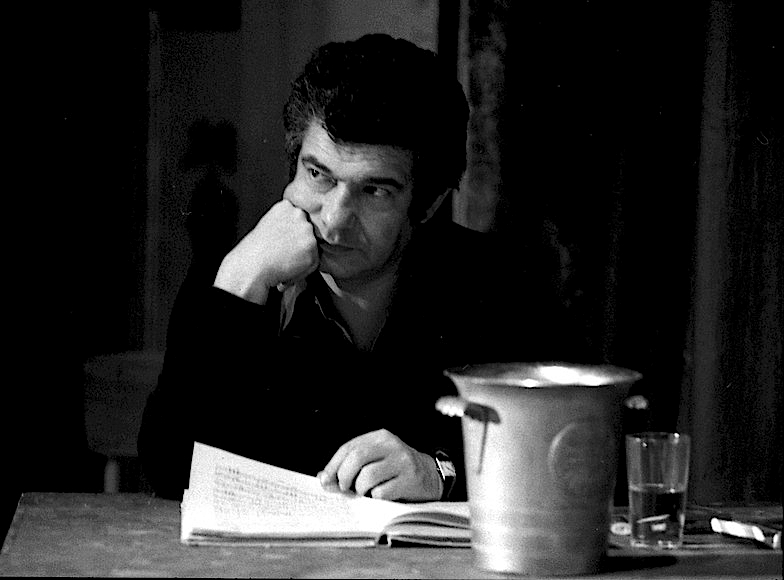
Jean-Pierre Ponnelle em 1980.

Jean-Pierre Ponnelle (19 de Fevereiro de 1935 - 11 de Agosto de 1988) foi um diretor de óperas, cenógrafo e figurinista francês.
Jean-Pierre Ponnelle nasceu em Paris. Ele estudou Filosofia, Artes e História e em 1952 começou sua carreira na Alemanha como um designer teatral para a ópera Boulevard Solitude de Hans Werner Henze. Ele foi muito influenciado pelo diretor de arte Georges Wakhévitch que também dfoi designer de sets e roupas para teatros, balés e óepras.
Em 1962, Ponnelle dirigiu sua primeira produção, a ópera Tristan und Isolde de Richard Wagner em Düsseldorf. Sua produção de Tristan und Isolde no Festival de Bayreuth em 1981 foi uma das mais estéticamente bonitas na história.
Seu trabalho no mundo da ópera incluem produções para o Metropolitan Opera e Ópera de São Francisco, para produções para televisão e para filmes.
Ponnelle foi frequentemente, o diretor do Festival de Salzburgo.
Ele morreu em Munique, Alemanha em 1988 de um embolismo pulmonar. Seu filho, Pierre-Dominique Ponnelle é um maestro e seu sobrino é um produtor Francês.